# Ciriaco di Ostia
San Ciriaco di Ostia, o anche Quiriaco di Ostia (in latino Cyriacus o Quiriacus; ... – Ostia, III secolo), è stato un martire cristiano, primo vescovo attestato di Ostia e venerato come santo.

## Biografia
L'esistenza di Ciriaco (o anche Quiriaco) è attestata dal Martirologio Romano, che lo commemora il 23 agosto come vescovo martire di Ostia insieme a Massimo (presbitero), Archelao (diacono) e altri compagni; alla stessa data i tre sono riportati anche nel Martirologio geronimiano, che però non ne specifica la dignità.
Il martirio di Ciriaco è raccontato dalle passiones di Aurea e Censorino, ritenute però entrambe non attendibili come fonti storiografiche vista la carenza di personaggi la cui esistenza sia stata accertata (fatta eccezione per Aurea e Ciriaco); proprio Ciriaco potrebbe essere in realtà l'omonimo martire decapitato sulla via Salaria sotto l'imperatore Massimiano.
Nella passio di Aurea, Ciriaco viene descritto come vescovo di Ostia a cui si attribuiscono miracoli e numerose conversioni di pagani; Aurea, esiliata a Ostia dopo le torture subite, avrebbe conosciuto Ciriaco e i compagni Massimo e Archelao. L'imperatore Claudio il Gotico, venuto a conoscenza dell'attività apostolica dei tre, vi avrebbe inviato nel 269 il vicario Ulpio Romolo che li arrestò, li torturò e li fece decapitare; secondo le fonti Ciriaco sarebbe stato decapitato in carcere, al contrario di Massimo, Archelao e altri cristiani decapitati presso il teatro. Secondo la stessa storia, tra i convertiti da Ciriaco, vi sarebbero stati anche 17 soldati della prigione in cui era stato rinchiuso.
Nella passio di Censorino, sarebbe stato quest'ultimo l'esiliato a Ostia e i martiri sarebbero stati uccisi sotto l'imperatore Treboniano Gallo.
Alla memoria di Aurea e Ciriaco fu dedicato un oratorio nei pressi del teatro di Ostia Antica, presso cui è stato ritrovato un sarcofago recante l'iscrizione "hic Quiriacus dormit in pace", sebbene non vi possa essere certezza circa l'identificazione col martire ostiense.